# Ослиный хвост (художественная группа)
«Ослиный хвост» — художественное объединение, созданное М. Ф. Ларионовым и Н. С. Гончаровой в 1911 — 1912 годах и организовавшее одноимённую художественную выставку, открывшуюся 11 марта 1912 года в залах Московского училища живописи, ваяния и зодчества на Мясницкой улице. Группа художников, участников выставки «Ослиный хвост», не создала долгосрочного художественного объединения, но значение их выставки для развития русского авангардного искусства было велико.

## Предыстория
В конце 1900-х Михаил Ларионов и Наталья Гончарова были ключевыми фигурами и организаторами нескольких авангардных художественных групп. В конце 1907 года вместе с братьями Владимиром и Давидом Бурлюками при участии отошедших от Николая Рябушинского десяти художников «Голубой розы» они создали группу «Венок—Стефанос», но в дальнейшем дистанцировались от Бурлюков и выступали на выставках «Венка» от случая к случаю. Параллельно, используя богатые выставочные и информационные ресурсы Рябушинского, Ларионов и Гончарова вошли в состав его новой группы «Золотое руно», которую весной 1908 года образовали оставшиеся «голуборозовцы», и занимали в ней крайне левое крыло. Однако к третьей выставке «Золотого руна» им удалось занять в группе лидерские позиции и ввести в её состав молодых новаторов Илью Машкова, Петра Кончаловского, Александра Куприна и Роберта Фалька.
В 1910 году, после прекращения спонсорской поддержки Рябушинского, группа Ларионова стала искать новые выставочные возможности — на этот раз на платформе консолидации с другими радикальными авангардными группировками: «Венком—Стефанос» Бурлюков (с примкнувшими к ним Аристархом Лентуловым и Александрой Экстер) и «Новым Мюнхенским художественным объединением» Василия Кандинского. Это привело в конце 1910 года к организации совместной выставки «Бубновый валет», которая оказалась масштабным, но непродолжительным объединением: уже в ходе выставки Ларионов, не удовлетворённый повышенным вниманием критики к работам Машкова и Кончаловского, инициировал конфликт, а 3 января 1911 года, за две недели до закрытия экспозиции объявил в печати о разрыве с «Бубновым валетом» и подготовке в будущем сезоне 1911/1912 годов новой выставки своей группы под названием «Ослиный хвост» («Выставка „Ослиного хвоста“» // «Столичная молва», 3 января 1911 г.).
Название «Ослиный хвост» связано с нашумевшим случаем в парижском Салоне Независимых в марте 1910 года, когда группа мистификаторов, предварительно «подогрев» публику манифестами несуществующего художника Боронали, выставила абстрактную картину «И солнце заснуло над Адриатикой», будто бы написанную хвостом осла, который живёт на Монмартре. Обман признали сами участники, но русским авангардистам этот случай понравился. В наброске объявления о московской выставке говорилось: «Жёлтая пресса подняла шум вокруг этого инцидента. Теперь мы поднимаем перчатку. Публика думает, что мы пишем ослиным хвостом, так пусть мы будем для неё ослиным хвостом».

## Группа «Ослиный хвост» в 1911 году
По словам Михаила Ларионова, цитированным 3 января в прессе, к группе участников предстоящей выставки «Ослиный хвост», помимо Натальи Гончаровой, уже примкнули экспоненты «Бубнового валета» Виктор Барт, Артур Фонвизин и не выставлявшийся у «валетов» Владимир Татлин. Эти художники, а также ещё несколько будущих участников «Ослиного хвоста» — Казимир Малевич, Алексей Моргунов, Николай Роговин, Евгений Сагайдачный и Марк Шагал — вместе с Ларионовым и Гончаровой в апреле—мае 1911 года представили свои работы в Санкт-Петербурге на Второй выставке общества «Союз молодёжи». Партнёрские отношения ларионовцев с «Союзом молодёжи» установились за год до этого, когда один из организаторов Первой выставки общества Волдемар Матвей привлёк к участию Михаила Ларионова с его группой. Возможность иметь постоянную выставочную площадку в Петербурге требовала от Ларионова ответных шагов в отношении художников «Союза молодёжи», желавших показывать свои работы в Москве, что привело к договорённостям провести в сезоне 1911/1912 две совместные выставки «Ослиного хвоста» и «Союза молодёжи» — в Петербурге и в Москве.
Весной и летом новых публичных заявлений об «Ослином хвосте» не было, и осенью газетчики уже плохо помнили, кто от кого ушёл. Та же «Столичная молва» 7 ноября 1911 г., информируя о предстоящей выставке «Бубнового валета», сообщала публике: «Лентулов, Кончаловский, Машков, Фальк и др. более умеренные художники, отколовшись от своих чересчур левых товарищей, собравшихся в „Ослином хвосте“, решили объединиться под старым названием „Бубнового валета“. Выставка их предполагается в непродолжительном времени». В ряде заметок утверждалось, что намеченная выставка «Ослиный хвост» явится продолжением прошлогоднего «Бубнового валета» («Вечерняя газета», 1 октября; «Московская газета», 28 ноября).
Пытаясь внести ясность, Илья Машков опубликовал в этих же газетах разъяснение:

 «Как секретарь ныне функционирующего, официально-утверждённого общества „Бубновый валет“, я уполномочен заявить, что „Бубновый валет“ есть самостоятельное общество, выставка которого открывается в половине января 1912 г. Ничего общего с „Ослиным хвостом“ наше общество не имеет. „Ослиный хвост“ устраивается 2—3-мя участниками прошлогоднего „Бубнового валета“, ныне вышедшими».— «Вечерняя газета» и «Московская газета», 5 декабря 1911 г.
11 декабря 1911 г. «Голос Москвы» в статье «Ссора „хвостов“ с „валетами“» сообщил, что на выставке «Ослиного хвоста» «покажут себя: Ларионов, Гончарова, Малевич, Барт, Татлин, Такке, Моргунов, Бобров, Шевченко, Роговин, Скуйе, Сагайдачный», и поместил фрагменты беседы с Михаилом Ларионовым, который в запальчивой форме ниспроверг достижения своих недавних соратников, назвав их «реалистами репинского толка», напомнил, что именно он дал прежней выставке имя «Бубновый валет», и высказал кредо своей группы:

 «Публика знает „Бубновый валет“ и, конечно, она пойдёт на него охотнее, чем на всякую иную выставку.
Мы же — свободны.
Были „Бубновый валет“. В этом году будем „Ослиным хвостом“, в следующем появимся как „Мишень“.
Не связаны даже именем.

Всегда молоды и независимы».

## Две выставки 1912 года

### Первая выставка
Выездная и фактически пробная выставка группы «Ослиный хвост» прошла 4 января — 12 февраля 1912 года в Петербурге (Инженерная ул., 2, кв. 1.) в рамках 3-й выставки «Союза молодёжи». Группа участвовала менее чем половиной своего состава: С. Бобров, Н. Гончарова, М. Ларионов, К. Малевич, А. Моргунов, В. Татлин, А. Фонвизин, А. Шевченко.
Экспозицию «Союза молодёжи» составили 16 художников общества (К. Дыдышко, А. Зельманова, Е. Кузьмина-Караваева, Л. Курчанинова, П. Львов, Л. Мительман, С. Нагубников, В. Новодворская, Пангалуци, П. Потипака, О. Розанова, Э. Спандиков, П. Филонов, И. Школьник, С. Шлейфер, М. Ясенский) и два «бубнововалетовца» — А. Куприн и И. Машков.
Консервативная петербургская критика встретила новую московскую группу с негодованием и сарказмом:

 «„Союз молодёжи“ левее в этом году, чем когда бы то ни было, но всё относительно на белом свете. Левизна его меркнет в сравнении с крайностями московского „Ослиного хвоста“. „Ослиный хвост“, это — нечто невероятное! Какая-то сплошная клиника душевно-больных».— Брешко-Брешковский Н. Выставка «Союза молодёжи» // «Биржевые ведомости», 4 января 1912

 «Во дворе бывшей государственной типографии, в прескверной, холодной квартире помещается возмутительнейшая из бэдламских выставка, выставка картин Союза молодёжи. Здесь всего 139 номеров, — но за вход всё же взимается 50 к.! Тут же сплошное глумление и над искусством, и над публикой, озорство, доведённое до бесшабашности. Но курьёзное дело! Большинство этих чудовищных малеваний принадлежит москвичам, членам общества „Ослиный хвост“. Ведь надо же избрать себе такую кличку! Одно озорство могло заставить этих неведомых юнцов стать под флагом ослиного хвоста…»— Загуляева Ю. Петербургские письма. VIII. // «Московские ведомости», 19 февраля 1912
Триптих Н. Гончаровой «Религиозная композиция» вызвал возмущение В. Янчевецкого (в будущем исторического беллетриста Василия Яна):

 «Вся выставка „Союза молодёжи“ не стоит ломаного гроша, так как на ней бездарность пыжится и соперничает с наглостью. Но одна вещь совершенно недопустима на подобной уродливой выставке: здесь выставляются карикатуры на православные иконы. Для всякого русского подобное кощунство является возмутительным. <…> Для отвода глаз эти карикатуры подписаны отвлечёнными и невинными названиями».— Художественная хроника // «Россия», 17 января 1912
Из лагеря «мирискусников» ему ответил критик А. Ростиславов:

 «Нет никакой охоты отмечать на этой выставке то, что кажется слабым и неприятным: слишком много и без того она вызывает незаслуженной брани и насмешек. Несомненно, новейшие задачи наиболее цельно и ярко выразились в произведениях группы московских художников с эпатирующим названием „Ослиный хвост“, где особенно выделяются работы Гончаровой, Боброва и Татлина. Талант Гончаровой и её умение едва ли могут быть оспариваемы. Из её работ мне кажутся наиболее выдающимися „Религиозная композиция“ (триптих) с её декоративным орнаментом, а также декоративно красивые natures mortes».— Выставка «Союза молодёжи» // «Речь», 24 января 1912

### Вторая выставка
Главным событием сезона для группы «Ослиный хвост» стало её выступление в Москве, на арене противостояния с «Бубновым валетом». Обе конкурирующие группировки намеревались выставиться почти одновременно, в январе, но если «валеты» успели вовремя арендовать удобное помещение и открылись 25 января, то «хвосты» несколько опоздали и отложили свой вернисаж.
Выставка «Ослиный хвост» состоялась 11 марта — 8 апреля 1912 года в новом выставочном зале Училища живописи, ваяния и зодчества (Мясницкая ул., 21). На этот раз группа была представлена полным составом (показавшим реальную картину исхода «хвостов» из «Бубнового валета»): Ю. П. Анисимов, В. С. Барт, С. П. Бобров, Н. С. Гончарова, К. М. Зданевич И. Ф. Ларионов, М. Ф. Ларионов, М. В. Ле-Дантю, К. С. Малевич, А. А. Моргунов, Н. Е. Роговин, Е. Я. Сагайдачный, И. А. Скуйе, В. Е. Татлин, А. В. Фонвизин, М. З. Шагал, А. В. Шевченко, А. С. Ястржембский. Всего было представлено немногим более 290 произведений (по каталогу 307 номеров, включая так и не присланные работы).
- Ю. П. Анисимов — 1 работа (в каталоге: № 1)
- В. С. Барт — 23 работы (в каталоге: № 2—24)
- С. П. Бобров — 1 работа (в каталоге: № 25)
- Н. С. Гончарова — 53 работы (в каталоге: № 26—77; под № 77 были показаны две работы)
- К. М. Зданевич — 4 работы (в каталоге: № 78—81)
- И. Ф. Ларионов — 16 работ (в каталоге: № 82—97)
- М. Ф. Ларионов — 43 работы (в каталоге: № 98—140)
- М. В. Ле-Дантю — 8 работ (в каталоге: № 141—148)
- К. С. Малевич — 24 работы (в каталоге: № 149—172)
- (под №№ 173—175 в каталог «Ослиного хвоста» были ошибочно включены работы В. И. Матвея, участвовавшего в выставке от «Союза молодёжи» и отмеченного в их каталоге теми же названиями работ[32])
- А. А. Моргунов — 20 работ (в каталоге: № 176—195)
- Н. Е. Роговин — 12 работ (в каталоге: № 196—207)
- Е. Я. Сагайдачный — 10 работ (в каталоге: № 208—217)
- И. А. Скуйе — 2 работы (в каталоге: № 218—219)
- В. Е. Татлин — 52 работы (в каталоге: № 220—270; № 267 дважды отмечен в каталоге для разных работ Татлина)
- А. В. Фонвизин — фактически 2 работы; в каталоге было 15 (№ 271—285), отмеченных значком (* * *), обозначавшим произведения, обещанные, но ещё не присланные автором; в связи с тем, что работы А. Фонвизина к открытию выставки не пришли, М. Ларионов поместил в экспозицию две работы Фонвизина, вернувшиеся к организаторам группы «Ослиный хвост» со «Второго Салона» Издебского[33]
- М. З. Шагал — 1 работа (в каталоге: № 286)
- А. В. Шевченко — 20 работ (в каталоге: № 287—306)
- А. С. Ястржембский — 1 работа (в каталоге: № 307)

Отдельный раздел выставки (верхнюю галерею зала) составили произведения приглашённых членов «Союза молодёжи»: В. Д. Бубновой, К. В. Дыдышко, В. И. Матвея, О. В. Розановой, П. Н. Филонова, И. С. Школьника и других.
В неблагоприятных для «Ослиного хвоста» обстоятельствах большого успеха выставки «Бубнового валета» (на которой москвичам были представлены и новейшие достижения европейской живописи — работы французских кубистов, включая П. Пикассо, и беспредметные «импровизации» В. Кандинского), ещё до открытия своей выставки М. Ларионов и Н. Гончарова предприняли демарш, который позволил им временно перехватить инициативу в борьбе за общественный интерес. 12 февраля на диспуте «О современном искусстве», устроенном «валетами» в Большой аудитории Политехнического музея, воспользовавшись недоразумением (при демонстрации иллюстраций в докладе Н. Кульбина были показаны фотографии двух работ Н. Гончаровой), присутствовавшие в переполненной аудитории Гончарова и Ларионов выступили с заявлениями, переключавшими внимание публики с «Бубнового валета» на «Ослиный хвост»:

 «На кафедру взошла Н. Гончарова и заявила, что среди демонстрировавшихся под флагом „Бубнового валета“ картин были и её картины, тогда как она принадлежит к иной группе — „Ослиного хвоста“.
Слово это вызвало гомерический смех аудитории, чуть ли не улюлюкания.
Гончарова возразила сдержано и укоризненно: „Над названием не смейтесь. Будет выставка — смейтесь, но над названием смеяться нельзя“. И было что-то в её тоне такое, что сделало публику серьёзной.
Затем она сказала, что их пути иные, что слабое место новой живописи — что каждый может легко рисовать так же. Но имеет право так писать только тот, кто имеет что сказать. Её проводили рукоплесканиями.
Её сменил М. Ларионов с заявлением, что бубновые валеты — консервативны, а Ослиный хвост… Публика опять зашумела, а председательствовавший Кончаловский (бубн. валет) попытался лишить оратора слова.
Поднялся невообразимый шум. Крики „долой!“, „просим“ неслись со всех сторон вперемежку с ругательствами. Пристав приблизился к кафедре.
Ларионов, весь бледный, ударил по кафедре кулаком, сломав в ней что-то, и закричал: „Чёрт возьми, дайте мне сказать!“

Шум удвоился и в результате, долго сопротивлявшийся Ларионов, выкрикнул: „Французы велики. Бубновые валеты — подражатели их и меня!“ и покинул треснувшую кафедру».— Шуйский Б. Художественный диспут // «Против течения», № 22, 18 февраля 1912
В дополнение к этому Гончарова выступила и в печати (Письмо Н. Гончаровой // «Против течения», № 23, 3 марта), позволив себе такие выражения, как «никак не могу взять на свою совесть сродство с дряблым „Бубновым валетом“».
Центральное место на выставке «Ослиный хвост» занимали картины лидера группы М. Ларионова, выполненные в стилистике неопримитивизма, с многочисленными сюжетами из солдатского быта, и композиции Н. Гончаровой, работавшей в демонстративно архаической живописной манере, с доминированием сюжетов крестьянской жизни и религиозной тематики. Именно эта тематика вызвала наиболее скандальную реакцию: если на Петербургской выставке дело обошлось гневными окриками критиков, то в Москве часть работ на религиозные темы накануне открытия была изъята из экспозиции по требованию представителя цензурного комитета: восемь композиций Н. Гончаровой и одна Н. Роговина (среди запрещённых работ Гончаровой был тетраптих «Четыре евангелиста»).
Администрация училища в свою очередь отказала организаторам в праве повесить над входом вывеску с названием «Ослиный хвост». Кроме того, в день открытия в соседнем с экспозиционным залом помещении случился пожар: ни одно из произведений не пострадало, однако в печати появились сообщения о порче многих работ, якобы сразу же восстановленных художниками.
Выставку посетило около десяти тысяч человек, было продано четырнадцать работ, но в рецензиях доминировали разочарование, сожаление, ирония:

 «От выставки „Ослиного хвоста“ можно было, казалось бы, ожидать какого-то безумного новаторства, какой-то необычной смелости. Но время быстро притупляет поверхностную остроту новизны, и название выставки, равно как и её содержание, никому уже не кажутся смелыми и вызывающими».— А. А. Койранский. Ослиный хвост // «Утро России», 13 марта 1912
Н. Е. Эфрос отмечал существенный разрыв между декларативным нежеланием художников-новаторов внимания со стороны общества и реальными результатами их выставочных действий:

 «Правда, вернисаж „Ослиного хвоста“ имел успех, т. е. имел большую публику. В зале было сегодня почти так же людно, как на парадных вернисажах „Мира искусства“ и „Союза“. Этому ли радоваться гордым новаторам, которые ежечасно повторяют, что публику, „большинство“ они презирают? И ведь шли смотреть „Ослиный хвост“, по крайней мере — громадное большинство, не из интереса, а в надежде потешиться, как шли недавно на диспут художников в Политехническом музее, и весь вечер гоготали, не давая слова толком сказать. Такой успех никак не может радовать, он ровно ничего не говорит о том, будто „новая живопись“ сломила лёд».— Ослиный хвост // «Речь», 13 марта 1912
Среди откликов на выставку «Ослиный хвост» показательна статья поэта и эссеиста М. А. Волошина в журнале «Русская художественная летопись» (1912, № 7). Для эпиграфа Волошин использовал в своём пересказе фразу из сочинения А. М. Ремизова «Купальские огни»:

 «Криксы-Вараксы скакали из-за крутых гор, лезли к попу в огород, оттяпали хвост попову кобелю, затесались в малинник, там подпалили собачий хвост, играли с хвостом…»
Так всё и случилось, писал далее Волошин: «„Криксы-Вараксы“ — это были Ларионов и Гончарова, „поповым кобелём“ — „Бубновый валет“, только собачий хвост для важности был на этот раз назван „ослиным“». «Малинником», по словам Волошина, оказалось выставочное помещение (где действительно случился пожар). Он также отметил с иронией, что публика была разочарована, она уже привыкла к скандалам и ожидала большего, «Бурлюки умеют ошеломить больше»:

 «И несмотря на гордые слова: „Вы мои эпигоны“, которые кинул Ларионов Валетам на диспуте „Бубнового валета“, всё же Бурлюк во мнении публики оказался левее Ларионова. Москвичи нашли, что „Ослиный хвост“ находится не на высоте своего имени и упрекали художников в самовосхвалении. <…>

…в смысле живописи выставка не представляет ничего возмутительного и ошеломляющего. Дерзания хвостов главным образом литературные, и скорее их можно оценить при чтении каталога, чем при взгляде на картины. <…> В действительности же видишь живопись широкую, этюдную, часто талантливую, тенденциозно неряшливую, всегда случайную и долженствующую скрывать в себе насмешку над зрителем. Кроме того, у всех участников О. Х. наблюдается особое пристрастие к изображениям солдатской жизни, лагерей, парикмахеров, проституток и мозольных операторов. Краски свои они явно стараются заимствовать от предметов, ими изображаемых: парикмахеров они пишут розовой губной помадой, фиксатуарами, бриллиантинами и жидкостями для ращения волос, солдат — дёгтем, грязью, юфтью… Этим им удаётся передать аромат изображаемых вещей и возбудить тошноту и отвращение в зрителе… Это выставка рапенов… Правда в Париже рапены своих выставок не устраивают… Но в России этот класс, или вернее этот возраст художников, только что сознаёт себя».

#### Произведения московской выставки «Ослиный хвост» (с номерами по каталогу)
- Н. Гончарова. Прачки. 1911. Русский музей (№ 58)
- В. Татлин. Матрос. 1911. Русский музей (№ 257)
- М. Ларионов. Отдыхающий солдат. 1911. Третьяковская галерея (№ 107)
- М. Шагал. Смерть. 1911. Частная коллекция (№ 286)
- К. Малевич. Аргентинская полька. 1911. Частное собрание (№ 167)
- А. Моргунов. Мясная лавка. 1910—1911. Ярославский художественный музей (№ 188)

- В. Барт. Иллюстрация к стихотворению А. Пушкина «Вишня». 1910. Музей В. В. Маяковского (№ 8)
- М. Ларионов. Автопортрет. 1910. Частная коллекция (№ 134)
- М. Ларионов. Этюд женщины. 1912. Частное собрание (№ 100)
- А. Шевченко. Карусель. 1907. Частная коллекция (№ 303)

## Принципиальные различия «Ослиного хвоста» и «Бубнового валета»
Для широкой публики различие между «Ослиным хвостом» и «Бубновым валетом» было трудноуловимым. Но и многими представителями художественных кругов это различие в сущности не воспринималось и, подобно мнению М. Волошина, сводилось лишь к борьбе амбиций и внехудожественной стороне дела — к желанию больше ошеломить публику.
К высказываниям самих художников, цитируемых в прессе, зачастую относились как к рекламной полемике, хотя в них встречались формулировки, указывающие на характер различий «хвостов» от «валетов». В частности, М. Ларионов утверждал:

 «Наши задачи, тех, кто со мной, — постигать и выявлять живописными средствами сущность вещей и явлений. Оставаясь крайними реалистами, мы не вырабатываем определённых форм выражения наших стремлений, не придерживаемся определённых канонов.
Пусть будет ясно выражена сущность, а форма, в пределах реалистичности, не играет большой роли. Вот почему так часто у нас форма как бы расходится с действительностью.
Говорят, что черты лица, что поворот тела, очертания плеча уродливы.

Для нас, пишущих эти картины, в них абсолютного уродства нет. Есть утрировка, но без неё мы не могли бы выпукло выразить наших верований».— (из беседы с М. Ларионовым) «Ссора „хвостов“ с „валетами“» // «Голос Москвы», 11 декабря 1911
Участники «Бубнового валета», тогда же обнародовав в прессе свои взгляды на действия группы «Ослиный хвост», упрекали их в том, что они ещё на совместной прошлогодней выставке преследовали задачи не столько живописные, сколько сюжетные: «Эти художники, склонные к анекдоту, курьёзности и литературности в живописи, отодвигали чистую живопись на задний план». На это последовало возражение К. Малевича: «Художники „Ослиного хвоста“ считают недостаточным культивировать одну „живописную“ задачу; они идут дальше, одновременно развивая живопись и выражая сущность познаваемой формы».
На диспуте в Политехническом музее Д. Бурлюк, продолжая от имени «валетов» эту полемику, заявил, что «суть изображаемого художником должна быть совершенно безразлична для зрителя, интересовать же его может только способ или манера творчества». Н. Гончарова ответила ему в своём открытом письме: «…я утверждаю, в противоположность тому, что говорилось на диспуте, что во все времена было и будет небезразлично что изображать и будет важно наряду с этим как изображать».
Настойчивость формулировок лидеров «Ослиного хвоста» — «постигать сущность вещей и явлений», выражать «сущность познаваемой формы», «небезразлично что изображать» — отражала (как это ни странно было для тех, кто видел в их работах лишь «формализм») приверженность этих художников к обострённой содержательности живописной формы. Именно в этом обострении содержательности обнаружилось их принципиальное различие с представителями центральной группы «Бубнового валета». Объединяла обе эти группы общая стилистика неопримитивизма. Но если «валеты» в первую очередь придерживались конструктивно-пластических принципов сезаннизма, а «примитивные» формы фольклорного материала дополняли и расширяли непосредственность их самовыражения, то для «хвостов» принципиальным было «не подражать примитиву, а как бы перевоплощаться в него, изображать жизнь так же живо и непосредственно, как это делали (и продолжают делать) художники из народа». С этим связаны и «одухотворённая экспрессия, повышенная драматичность» работ Н. Гончаровой и М. Шагала, их «„неопримитивистское“ прочтение опыта древнерусской живописи. Оба художника не „цитировали“ иконы буквально, но отталкивались от их поэтики».
Другим существенным, хотя и не столь глубоким, отличием от позиций европейски-ориентированного «Бубнового валета» стала национальная и восточная устремлённость интересов многих художников «Ослиного хвоста»; эта тенденция сохранилась и в следующем сезоне 1912/1913.

## От «Ослиного хвоста» — к «Мишени» и «Лучизму»
В сезоне 1912/1913 на выставочных выступлениях группы название «Ослиный хвост» уже не применялось. М. Ларионов вновь пытался организовать с помощью Л. Жевержеева отдельную от «Союза молодёжи» выставку в Петербурге, но вновь безуспешно: в этом сезоне работы пяти участников группы (Н. Гончарова, М. Ларионов, К. Малевич, В. Татлин, А. Шевченко) были показаны в составе общей экспозиции 4-й выставки «Союза молодёжи» (Петербург, 4 декабря 1912 — 10 января 1913 г.), вместе с представителями «Бубнового валета».
Тогда же продолжился процесс распада прежнего состава группы, начавшийся демонстративным выходом из неё А. Фонвизина на московской выставке «Ослиного хвоста» после спорных действий М. Ларионова, экспонировавшего работы без согласия автора. Если «при всём недовольстве действиями М. Ларионова ни В. Барт, ни М. Ле-Дантю не порывали с ним» и ради участия в совместных выставках «они готовы были закрывать глаза на раздражающие их поступки лидера группы», то «наиболее оригинальные и амбициозные художники не хотели мириться с деспотизмом лидера группировки, желавшего только вместе с Н. Гончаровой доминировать на устраиваемых им экспозициях». В дни петербургской выставки К. Малевич, А. Моргунов и В. Татлин подали заявления и 3 января 1913 года были приняты в члены «Союза молодёжи», но если Малевич ещё продолжил сотрудничество с группой Ларионова, занимая в ней «обособленную позицию», то Татлин и Моргунов порвали с бывшими союзниками, вступив 13 января в общество «Бубновый валет». До открытия выставки «Мишень» (Москва, 24 марта — 7 апреля 1913 г.) из состава группы вышел и Е. Сагайдачный, хотя ещё в начале января М. Ларионов упоминал его в числе будущих экспонентов «Мишени» в интервью Ф. Мухоторову (Лучисты // «Московская газета», 7 января 1913 г.).
В предисловии к каталогу выставки «Мишень» Михаил Ларионов писал: «Мишень является последней выставкой из задуманного в 1911 году цикла: Бубновый валет (первая выставка, а не общество). Ослиный хвост. Мишень. Под этим названием выступает группа художников для проведения в жизнь тех взглядов, которые исповедует в данное время. <…> Перемена названий выставок зависела от того, что каждая выставка выдвигала новые художественные задачи, что было заранее поставленной целью».
Там же было заявлено новое направление группы: «Нами создан собственный стиль. Лучизм, имеющий в виду пространственные формы и делающий живопись самодовлеющей и живущей только по своим законам». Развёрнутая концепция этого направления была сформулирована в брошюре М. Ларионова «Лучизм» (М., 1913), выпущенной к открытию выставки «Мишень». В июле 1913 года вышел из печати сборник «Ослиный хвост и Мишень», с коллективным манифестом обновлённого состава группы — «Лучисты и будущники», статьями В. Паркина «Ослиный хвост и Мишень», М. Ларионова «Лучистая живопись» и С. Худакова «Литература, художественная критика, диспуты и доклады». Именно «Лучизм» в 1913 году стал новым знаковым словом для группы Ларионова.

## Комментарии
1. ↑  М. Ларионов в годы сотрудничества с Н. Рябушинским активно использовал для продвижения своей группы его журнал «Золотое руно»[6].
2. ↑  По свидетельству Алексея Моргунова, «в один прекрасный день группа участников с Ларионовым во главе пришла на выставку и начала снимать со стен свои картины. Лентулов что-то доказывал и в чём-то оправдывался. Скандал уладили».[9]
3. ↑  Ещё раньше он понравился Илье Репину, который, в свойственной ему в то время остро-полемической манере, воспользовался деталями подробно освещавшегося в российской печати парижского инцидента в своей критической статье («Биржевые ведомости», 20 мая 1910) о французских и русских художниках-новаторах, представленных в Петербурге на Первом «Салоне» Издебского. В частности, он уподобил живопись Поля Сезанна картинам, написанным ослиным хвостом[11].
4. ↑  Впрочем, В. Татлин с М. Ларионовым в начале 1911 года рассматривали и вариант организации выставки своей группы в Петербурге отдельно от «Союза молодёжи», рассчитывая переманить на свою сторону основного спонсора «Союза» фабриканта и мецената Л. Жевержеева. 14 февраля Татлин писал Ларионову из Петербурга в Москву: «...И нам, скажу тебе, с этими молодыми питерскими академиками — не стоит иметь дела, так как они далеко не молоды. Лучше бы устроить москвичам самостоятельную выставку. А меценатом для устройства был бы тот же Жевержеев, так как там идут сильные раздоры, то этот момент можно было бы использовать в нашу пользу, то есть в пользу Москвы». Но интрига Татлина осталась нереализованной[15].
5. ↑  Ясность внести было трудно: газетчикам нравилось название «Ослиный хвост», и они готовы были приклеить этот ярлык всем московским авангардистам. Даже после публикации официального разъяснения «бубнововалетовцев» в печати их периодически называли «хвостами». 14 декабря 1911 г. в репортаже о посещении Василием Суриковым экспозиции очередной сборной выставки «Мира искусства», где он отметил работы недавнего «голуборозовца» Павла Кузнецова и своего зятя Петра Кончаловского, корреспондент «Биржевой вечерней газеты» писал, цитируя слова академика: «…Открыто восхищался „хвостами“: — Вот это — дело будущего. Вот это — сама жизнь. У Кузнецова — краски изумительны! У Кончаловского — „Бегонии“ восхитительны! У Машкова портрет дамы с попугаем очень хорош…» Заметка называлась: «Передвижник про „хвосты“».[18]
6. ↑  Название «Бубновый валет» впервые появилось в прессе в сентябре 1910 года. По свидетельству А. Лентулова оно было придумано им совместно с М. Ларионовым (Лентулова М. А. Художник Аристарх Лентулов. — М., 1969. — С.32); А. Куприн целиком приписывал авторство названия Ларионову (Кравченко К. С. А. В. Куприн. — М., 1973. — С.62)[20].
7. ↑  Машков говорил о 2—3 вышедших; на самом же деле из 18 участников московской выставки «Ослиный хвост» 8 художников экспонировались на первой выставке «Бубновый валет»: Барт, Гончарова, Ларионов, Малевич, Моргунов, Роговин, Скуйе, Фонвизин[29].
8. ↑  Работы отсутствовавшего в Москве А. В. Фонвизина экспонировались М. Ф. Ларионовым без согласия автора. Узнав об этом, Фонвизин выступил с публичным письмом в газете «Утро России» (22 марта 1912 г.), в котором заявил о разрыве с группой Ларионова[30].
9. ↑  Обе выставки проходили в одном помещении и в общие сроки, но «Союз молодёжи» имел отдельную вывеску и самостоятельный каталог[34].
10. ↑  А. В. Крусанов: «Одни и те же картины В. И. Матвея, вероятно, по ошибке были дважды указаны и в каталоге „Ослиного хвоста“ и в каталоге „Союза молодёжи“»[32].
11. ↑  Солдатская тематика в творчестве М. Ларионова появилась в связи с отбыванием им военных лагерных сборов[40].
12. ↑  В разделе «Союза молодёжи» цензором была запрещена одна работа — эскиз натурщицы П. Филонова[41].
13. ↑  Эти данные были опубликованы сразу после закрытия выставки в газете «Столичная молва» 9 апреля 1912 г.[44].
14. ↑  Рапен (фр. rapin), по определению самого Волошина, — «художник-ученик, уже прошедший положительную науку о живописи и находящийся в периоде отрицательного изучения её, сказывающегося в критике и насмешках над учителями, у которых он все же продолжает учиться»[47].
15. ↑  Бубновый валет // «Русское слово», 21 декабря; Ослиный хвост // «Русское слово», 24 декабря 1911 г.[50]
16. ↑   Мамонтов С. С. Диспут «Бубновых валетов» // «Русское слово», 14 февраля 1912 г.; Письмо Н. Гончаровой // «Против течения», № 23, 3 марта 1912 г.[51]
17. ↑  Малоисследованным остаётся вопрос об организации в апреле 1913 года Казимиром Малевичем выставки под названием «Ослиный хвост» в Курске. Согласно выявленному в 2017 году местными краеведами материалу в харьковской газете «Южный край» от 23 апреля 1913 года, выставка прошла в здании 2-й Курской женской гимназии на улице Московской; по-видимому, каталога выставки не было[54].
18. ↑  Разрыв К. Малевича с М. Ларионовым произошёл вскоре после выставки «Мишень»[58].
19. ↑  Манифест «Лучисты и будущники» подписали Т. Богомазов, Н. Гончарова, К. Зданевич, И. Ларионов, М. Ларионов, М. Ле-Дантю, В. Левкиевский, С. Романович, А. Шевченко, а также не участвовавшие ни в выставках «Ослиного хвоста», ни в «Мишени» В. Оболенский и М. Фабри[63].
20. ↑  Псевдоним «Варсанофий Паркин» принадлежал либо М. Ларионову (точка зрения Г. Поспелова), либо И. Зданевичу (мнение А. Крусанова) либо им обоим в соавторстве (интерпретация А. Стригалёва)[64].